# Блок, Кен
Кеннет Пол Блок (англ. Kenneth Paul Block, 21 ноября 1967, Лонг-Бич, Калифорния, США — 2 января 2023, Юта, США) — американский автогонщик и шоумен, один из основателей компании DC Shoes и основатель гоночной команды Hoonigan Racing Division, в составе которой выступал в качестве пилота. Блок также принимал участие во многих видах спортивных соревнований, включая скейтбординг, сноубординг, мотокросс, ралли, ралли-кросс и джимхану.
Продав свою долю в DC Shoes, Блок переключил свое внимание на Hoonigan Industries, бренд одежды для автолюбителей. Он был совладельцем и «главным Хуниганом» (HHIC) в компании до своей гибели в результате аварии на снегоходе в январе 2023 года.

## DC Shoes
Кен Блок основал DC Shoes в 1994 году как маленькую компанию по производству спортивной обуви для скейтбордистов. Кен Блок верил, что, как и всем остальным спортсменам, скейтбордистам нужна специальная обувь, чтобы соревноваться на высшем уровне. Блок и Дэймон Уэй начали продавать такую обувь, и бизнес начал расти. В мае 2004 года DC Shoes была приобретена компанией Quiksilver, Inc. Сегодня DC Shoes известна своим широким выбором спортивного снаряжения, включая обувь и другую одежду. Для реализации на рынке этих продуктов Кен Блок и другие партнёры DC Shoes сотрудничали со многими спортсменами, чтобы развивать компанию и повышать постоянно растущий бизнес.

## Спортивная карьера

### 2005
В 2005 году Кен Блок начал свою раллийную карьеру с командой Vermont SportsCar. Vermont SportsCar подготовила для Блока Subaru Imperza WRX STi, на которой он должен был участвовать. Его первый раллийный сезон был Sno*Drift, где в общем зачете он финишировал седьмым, а потом пятым в группе класса N. В сезоне 2005 года Блок пять раз финишировал в первой пятёрке и занял третье место в группе класса N и четвёртое место в общем зачете в национальном чемпионате Rally America. К концу его первого раллийного года Кен Блок выиграл приз «Новичок года Rally America».

### 2006
В 2006 году Кен Блок, вместе со своим товарищем по команде DC Rally Трэвисом Пастраной, подписал новое соглашение о спонсорстве с Subaru. Благодаря этой сделке товарищи по команде стали известны как «Subaru Rally Team USA». С новым раллийным сезоном Блок получил новую 2006 Subaru Impreza WRX STi, подготовленную компанией Vermont SportsCar. Он принял участие в первом ралли X Games на X Games XII. На соревновании Блок финишировал третьим и взял бронзу. Также он участвовал в национальном чемпионате Rally America 2006, где финишировал вторым.

### 2007
В 2007 году участвовал в раллийном соревновании X Games XIII, где занял второе место и взял серебряную медаль. На национальном чемпионате Rally America 2007 Блок финишировал третьим. Во время этого сезона Блок также принял участие в нескольких этапах мирового чемпионата по ралли: Rally Mexico и Rally New Zealand. На Rally New Zealand у Блока дважды финишировал в первой пятёрке в группе класса N. К концу 2007 года Блок достиг 19 подиумов и 8 побед в раллийных соревнованиях.

### 2008
В 2008 году Блок получил новую машину, 2008 Subaru Impreza WRX STi. Блок решил участвовать в Rallye Baie-des Chaleurs канадского чемпионата по ралли, чтобы получить опыт управления своей новой машиной и подготовиться к мировому чемпионату по ралли в конце этого года. Блок одержал первую победу на канадском ралли. Это было всего лишь второе соревнование на новой машине. Блок и его штурман не смогли получить очки из-за отсутствия лицензии для соревнования в Канаде. Блок принял участие на ралли «Нью-Йорк США» и занял первое место. В раллийном соревновании X Games XIV Кен Блок разделил третье место с Дэйвом Миррой. Это произошло из-за проблем с машинами обоих участников. Блок, который дошёл до полуфинала, неудачно приземлив машину после прыжка, повредил радиатор. Участвовать в заездах оба участника уже не могли, и поэтому медали присудили обоим.
Блок участвовал в национальном чемпионате Rally America 2008, который завершился 17 октября 2008. Он финишировал вторым. На ралли Lake Superior Performance Кен Блок финишировал на одну минуту быстрее, чем его ближайший соперник, и занял второе место. После этого ралли у Блока было ещё три соревнования на мировом чемпионате по ралли.

### 2010

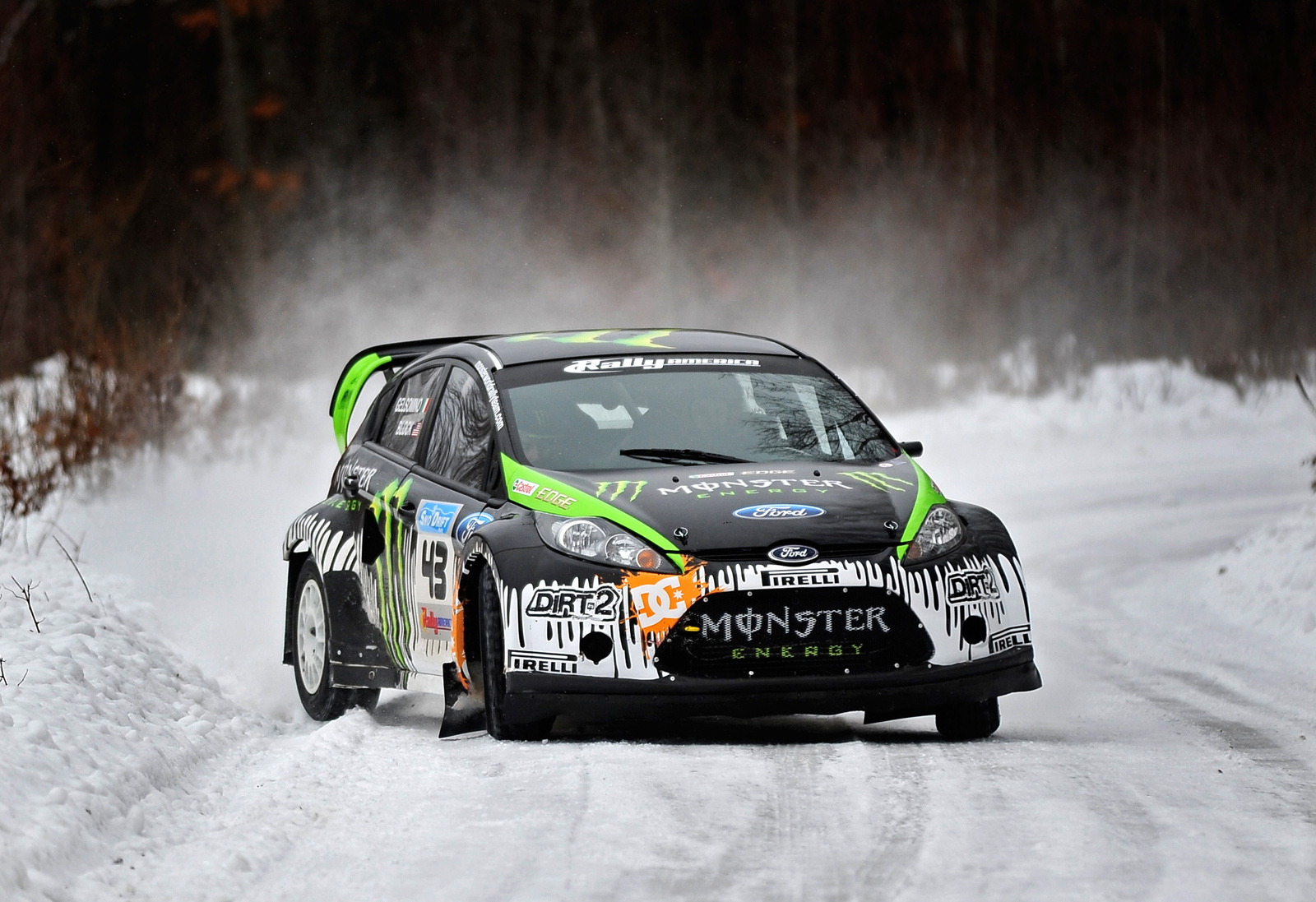
Кен Блок испытывает новую Ford Fiesta, 2010 год

6 января 2010 года команда Monster World Rally объявила Кена своим гонщиком для нескольких этапов чемпионата мира по ралли, на котором он будет представлять Monster/Ford Racing Fiesta RS. Его машина была сделана на севере Англии компанией M-Sport, которая также готовит официальные машины Ford WRC. Блок участвовал в своём шестом сезоне национального чемпионата Rally America на Ford Fiesta и также на своем пятом X Games. Кен стал первым американским гонщиком компании Ford на чемпионате мира по ралли. 27 февраля 2010 Блок выиграл 100 Acre Wood пятый раз подряд. Этим достижением он превзошёл рекорд Джона Баффама.

### 2011
23 марта Кен Блок и его штурман Алекс Гелсомино в результате аварии на 2011 Rally de Portugal в Фаро, Португалия, попали в больницу. Вскоре ответственный за команду Monster World Rally сообщил, что с ними все в порядке. Также Кен Блок выпустил очередной безбашенный ролик из серии «Джимхана».

### 2012
Блок сократил программу в чемпионате мира по ралли до 3 этапов. Сокращение программы пилота в чемпионате мира вызвано его обязательствами в других сериях, среди которых первенство по ралли-кроссу Global RallyCross, турнир X Games и этапы американского чемпионата по ралли.

## Автособытия после спорта
В 2022 году специально для гонщика был разработан эксклюзивный электромобиль Audi S1 e-tron quattro Hoonitron. Но для передвижения по обычным дорогам ему предоставили Audi RS e-tron GT.

## Смерть
Кен Блок погиб в возрасте 55 лет в результате аварии на снегоходе возле своего ранчо в Вудленде, штат Юта, 2 января 2023 года. Департамент шерифа округа Уосатч сообщил, что Блок ехал в районе Милл-Холлоу, когда его снегоход перевернулся на крутом склоне и упал на него. Блок был объявлен мёртвым на месте происшествия.
Спустя некоторое время после происшествия на сайте Hoonigan Racing Division и в соцсетях появилось официальное заявление:

С глубочайшим сожалением мы можем подтвердить, что Кен Блок скончался сегодня в результате аварии на снегоходе. Кен был провидцем, первооткрывателем и иконой. И самое важное, отцом и мужем. Его будет невероятно не хватать.Оригинальный текст (англ.)It’s with our deepest regrets that we can confirm that Ken Block passed away in a snowmobile accident today. Ken was a visionary, a pioneer and an icon. And most importantly, a father and husband. He will be incredibly missed.— hooniganracing.com

## Статистика выступлений

### Результаты в Rally America
| Год  | Автомобиль             | 1        | 2     | 3        | 4        | 5        | 6        | 7        | 8        | 9        | Место | Очки |
| ---- | ---------------------- | -------- | ----- | -------- | -------- | -------- | -------- | -------- | -------- | -------- | ----- | ---- |
| 2005 | Subaru Impreza WRX STi | SNO 5    | ORE 7 | SUS 3    | PIK 4    | MAI 3    | OJI Сход | COL 4    | LSP 3    |          | 4     | 65   |
| 2006 | Subaru Impreza WRX STi | SNO 3    | ACR 1 | ORE 3    | SUS Сход | MAI 11   | OJI Сход | COL Сход | LSP 1    | WIL 3    | 2     | 90   |
| 2007 | Subaru Impreza WRX STi | SNO 6    | ACR 1 | ORE 2    | OLY 4    | SUS Сход | NEW 3    | OJI 2    | COL 1    | LSP Сход | 3     | 109  |
| 2008 | Subaru Impreza WRX STi | SNO 5    | ACR 1 | OLY 1    | ORE Сход | SUS Сход | NEW Сход | OJI Сход | COL 5    | LSP 1    | 2     | 86   |
| 2009 | Subaru Impreza WRX STi | SNO Сход | ACR 1 | OLY Сход | ORE Сход | SUS 1    | NEW 2    | OJI Сход | COL Сход | LSP 3    | 4     | 80   |
| 2010 | Ford Fiesta            | SNO Сход | ACR 1 | OLY Сход | ORE Сход | SUS Сход | NEW Сход |          |          |          | 12    | 27   |

| Легенда к таблице |                                                                    |
| --- | ------------------------------------------------------------------ |
| Расшифровка обозначений и цветов представлена в нижеследующей таблице. |                                                                    |
| \| Пример \| Описание \| \| ------------ \| ------------------------------------------------------------------ \| \| 1 \| Победитель \| \| 2 \| Второе место \| \| 3 \| Третье место \| \| 5 \| Финишировал, заработав очки \| \| Сход \| Не финишировал, но при этом заработал очки \| \| 12 \| Финишировал, не получив очков \| \| НКЛ \| Финишировал, но не попал в финальную классификацию \| \| 15 \| Участвовал вне зачёта, либо по отдельной классификации \| \| 18 \| Не финишировал, но попал в финальную классификацию \| \| Сход \| Не финишировал \| \| НКВ \| Не прошёл квалификацию \| \| НПКВ \| Не прошёл предквалификацию \| \| ДСК \| Дисквалифицирован \| \| ИСК \| Исключён из протокола соревнований \| \| ТТ \| Заявлен для участия только в тренировках \| \| НС \| Участвовал в квалификации, но не стартовал в гонке \| \| Т \| Травмирован или болен \| \| ОТК \| Отказ от участия \| \| НТР \| Прибыл на соревнования, но на трассу не выезжал \| \| НПР \| Был заявлен в числе участников, но не прибыл к началу соревнований \| \| О \| Соревнования отменены \| \| \| Не участвовал \| \| Поул-позиция \| \| \| Быстрый круг \| \| |                                                                    |
| Пример | Описание                                                           |
| 1 | Победитель                                                         |
| 2 | Второе место                                                       |
| 3 | Третье место                                                       |
| 5 | Финишировал, заработав очки                                        |
| Сход | Не финишировал, но при этом заработал очки                         |
| 12 | Финишировал, не получив очков                                      |
| НКЛ | Финишировал, но не попал в финальную классификацию                 |
| 15 | Участвовал вне зачёта, либо по отдельной классификации             |
| 18 | Не финишировал, но попал в финальную классификацию                 |
| Сход | Не финишировал                                                     |
| НКВ | Не прошёл квалификацию                                             |
| НПКВ | Не прошёл предквалификацию                                         |
| ДСК | Дисквалифицирован                                                  |
| ИСК | Исключён из протокола соревнований                                 |
| ТТ | Заявлен для участия только в тренировках                           |
| НС | Участвовал в квалификации, но не стартовал в гонке                 |
| Т | Травмирован или болен                                              |
| ОТК | Отказ от участия                                                   |
| НТР | Прибыл на соревнования, но на трассу не выезжал                    |
| НПР | Был заявлен в числе участников, но не прибыл к началу соревнований |
| О | Соревнования отменены                                              |
| | Не участвовал                                                      |
| Поул-позиция |                                                                    |
| Быстрый круг |                                                                    |

| Пример       | Описание                                                           |
| ------------ | ------------------------------------------------------------------ |
| 1            | Победитель                                                         |
| 2            | Второе место                                                       |
| 3            | Третье место                                                       |
| 5            | Финишировал, заработав очки                                        |
| Сход         | Не финишировал, но при этом заработал очки                         |
| 12           | Финишировал, не получив очков                                      |
| НКЛ          | Финишировал, но не попал в финальную классификацию                 |
| 15           | Участвовал вне зачёта, либо по отдельной классификации             |
| 18           | Не финишировал, но попал в финальную классификацию                 |
| Сход         | Не финишировал                                                     |
| НКВ          | Не прошёл квалификацию                                             |
| НПКВ         | Не прошёл предквалификацию                                         |
| ДСК          | Дисквалифицирован                                                  |
| ИСК          | Исключён из протокола соревнований                                 |
| ТТ           | Заявлен для участия только в тренировках                           |
| НС           | Участвовал в квалификации, но не стартовал в гонке                 |
| Т            | Травмирован или болен                                              |
| ОТК          | Отказ от участия                                                   |
| НТР          | Прибыл на соревнования, но на трассу не выезжал                    |
| НПР          | Был заявлен в числе участников, но не прибыл к началу соревнований |
| О            | Соревнования отменены                                              |
|              | Не участвовал                                                      |
| Поул-позиция |                                                                    |
| Быстрый круг |                                                                    |

### Результаты в чемпионате мира по ралли
| Год  | Команда                  | Автомобиль             | 1      | 2      | 3      | 4      | 5   | 6        | 7     | 8        | 9        | 10     | 11     | 12       | 13     | 14  | 15  | 16  | Место | Очки |
| ---- | ------------------------ | ---------------------- | ------ | ------ | ------ | ------ | --- | -------- | ----- | -------- | -------- | ------ | ------ | -------- | ------ | --- | --- | --- | ----- | ---- |
| 2007 | Ken Block                | Subaru Impreza WRX STI | МОН    | ШВЕ    | НОР    | МЕК 28 | ПОР | АРГ      | ИТА   | ГРЕ      | ФИН      | ГЕР    |        |          |        |     |     |     | —     | 0    |
| 2007 | Rally FaNZ               | Subaru Impreza WRX STI |        |        |        |        |     |          |       |          |          |        | НЗЛ 56 | ИСП      | ФРА    | ЯПО | ИРЛ | ВЕЛ | —     | 0    |
| 2008 | Subaru Rally Team USA    | Subaru Impreza WRX STI | МОН    | ШВЕ    | МЕК    | АРГ    | ИОР | ИТА      | ГРЕ   | ТУР      | ФИН      | ГЕР    | НЗЛ 30 | ИСП      | ФРА    | ЯПО | ВЕЛ |     | —     | 0    |
| 2010 | Monster World Rally Team | Ford Focus RS WRC 08   | ШВЕ    | МЕК 18 | ИОР    | ТУР 24 | НЗЛ | ПОР Сход | БОЛ   | ФИН      | ГЕР Сход | ЯПО    | ФРА 12 | ИСП 9    | ВЕЛ 21 |     |     |     | 19    | 2    |
| 2011 | Monster World Rally Team | Ford Fiesta RS WRC     | ШВЕ 14 | МЕК 12 | ПОР НС | ИОР    | ИТА | АРГ 18   | ГРЕ   | ФИН      | ГЕР 17   | АВС 19 | ФРА 8  | ИСП Сход | ВЕЛ 9  |     |     |     | 22    | 6    |
| 2012 | Monster World Rally Team | Ford Fiesta RS WRC     | МОН    | ШВЕ    | МЕК 9  | ПОР    | АРГ | ГРЕ      | НЗЛ 9 | ФИН Сход | ГЕР      | ВЕЛ    | ФРА    | ИТА      | ИСП    |     |     |     | 28    | 4    |
| 2013 | Hoonigan Racing Division | Ford Fiesta RS WRC     | МОН    | ШВЕ    | МЕК 7  | ПОР    | АРГ | ГРЕ      | ИТА   | ФИН      | ГЕР      | АВС    | ФРА    | ИСП      | ВЕЛ    |     |     |     | 20    | 6    |

## Активности в шоу-сфере
В 2005 году Кен Блок вместе с партнёрами DC Shoes принял участие в ралли Gumball 3000. Для этого ралли были модифицированы три Subaru Impreza WRX STI 2004 года, предоставленные на деньги DC Shoes.
В 2006 году Кен Блок принял участие в соревновании One Lap Of America вместе с Брайаном Скоттом. Они были в одной команде на машине Subaru Impreza WRX STi 2006 года и финишировали сорок пятыми.
В 2006 году для канала Discovery на шоу «Каскадёры» Кен Блок на своей Subaru Impreza WRX STi прыгнул на 171 фут (52 метра) и в высоту на 25 футов (8 метров). Вся серия была посвящена этому трюку.
В 2007 году Кен Блок присоединился к команде DC Shoes Snowboarding в Новой Зеландии. Блок сделал большой прыжок и помог сноубордистам в трюках.
В 2009 году для канала BBC на программе Top Gear Кен Блок взял в машину Джеймса Мэя и показал ему вождение в стиле джимхана в аэропорту Инйоркен, также он соревновался с Рикки Кармайклом, которого называет «хорошим другом».
В 2018 году он выпустил юбилейный ролик с вождением в стиле джимхана, который длится 19 минут и демонстрирует 5 автомобилей, включая новоиспеченный Ford F-150 с существенно модернизированным двигателем от Ford GT 2017 модельного года.

## Участие в создании компьютерных игр
Кен Блок является гонщиком в компьютерной игре компании Codemasters Colin McRae: DiRT 2 на своей Subaru Rally Team USA Impreza WRX STi.
Также раллист появился в играх DiRT 3 и DiRT: Showdown, но уже на автомобиле Ford Fiesta.
В 2015 году изобразил персонажа для игры Need For Speed от Electronic Arts.
В 2019 принял участие в видеоигре Forza Horizon 4.

## Личная жизнь
Блок был женат на Люси Блок. Его дочь Лиа (род. 1 октября 2006) начала соревноваться в Американской ассоциации ралли в 2022 году, выиграв чемпионат водителей O2WD в следующем году в возрасте 16 лет, что позволило ей принять участие в финальной гонке на проблемном Ford Escort RS Cosworth своего отца. В 2023 году приняла участие в серии Extreme E за команду Carl Cox Motorsport. Она стала членом молодёжной программы Williams в ноябре 2023 года, и было объявлено, что Лиа будет участвовать в Академии F1 в сезоне 2024 года за команду ART Grand Prix.